# Ariza
Pour les articles homonymes, voir Ariza (homonymie).
Ariza est une commune d’Espagne, dans la province de Saragosse, communauté autonome d'Aragon comarque de Comunidad de Calatayud.

## Géographie
Ariza est situé dans la province de Saragosse, à 130 km de la ville, au nord-ouest l'Espagne. La ville est baignée par la rivière Jalón, à 711 M d'altitude au-dessus du niveau des mers.